# Makoure I
Makoure I est un village du Cameroun situé dans la région du Sud et le département de l'Océan. Faisant partie de la commune de Lokoundjé, il se trouve à 34 km de Kribi sur la route qui lie Kribi à Bipindi.

## Population
En 1966, la population était de 275 habitants. Lors du recensement de 2005, le village comptait 360 habitants dont 186 hommes et 174 femmes, principalement des Ngoumba.